# Canal (comunicação)

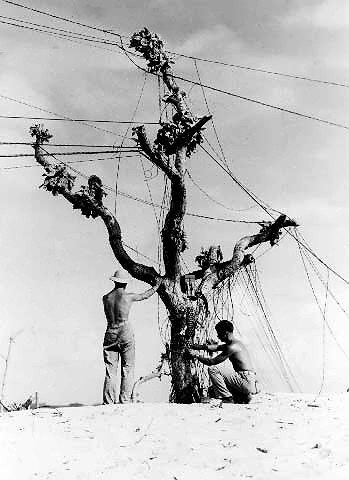
Cabos antigos são um desafio para as novas comunicações digitais.

Em comunicação, canal (por vezes designado por canal de comunicação) designa o meio usado para transportar uma mensagem do emissor ao receptor. 

## Comunicação
Dinâmica de relacionamento entre as pessoas e que pressupõe duas dimensões. O diálogoo que estabelecemos conosco próprios e que se chama diálogo intrapessoal (de mim para comigo). O diálogo que estabelecemos com qualquer outra pessoa em qualquer nível – familiar, acadêmico, profissional, amizade, afetivo, etc. – chama-se de diálogo interpessoal.
Todo processo de comunicação pressupõe esses elementos:
- Transmissor ou emissor = aquele que transmite oral ou não oral um conteúdo de ideias, palavras, expressões e valores que ele deseja que a outra pessoa entenda.

- Mensagem = corresponde ao conteúdo de ideias, palavras, expressões e valores enviados pelo transmissor e que serão captados pela outra pessoa.

- Receptor = aquele que recebe a mensagem, interpreta-a e devolve uma nova mensagem reformulada ao seu transmissor. Neste momento aquele que era o receptor torna-se um novo transmissor.

## Canais de comunicação
Os canais de comunicação são três:
- Visual = é todo meio de comunicação expresso com a utilização de componentes visuais, como: signos, imagens, desenhos, gráficos, ou seja, tudo que pode ser visto. O termo comunicação visual é bastante abrangente e não precisa ser limitado a uma única área de estudo.

- Auditivo = é a forma sonora a mais predominante. O canal auditivo consegue perceber com maior nitidez e facilidade dados vinculados ao som: volume, tonalidade, vocabulário, ruídos, discursos, conversas, discussões. Uma pessoa auditiva presta muita atenção naquilo que está sendo dito.

- Sinestésico = é a característica das pessoas muito extrovertidas, que se movimentam muito, que gesticulam com facilidade e que utilizam o corpo (linguagem não verbal) para se expressar.

## Canal (comunicação porwireless)
A configuração do canal equivale ao número do canal de rádio que será usado pelo AP para trocar dados com o dispositivo cliente na WLAN. Cada AP opera em um canal único, mas a maioria dos adaptadores varre os canais para encontrar o melhor sinal disponível com o mesmo SSID. Caso se tente usar um adaptador com um canal predefinido, esse número de canal terá que combinar com o do AP.
Se sua rede incluir mais de um AP, você deverá definir pontos de acesso adjacentes a canais diferentes.